# 王翰章
王翰章（1878年—？），直隶清苑县人，清朝及中华民国陆军将领。

## 生平
王翰章是武童出身。光绪二十三年（1897年），他在袁世凯的新建陆军获八品军功顶戴。光绪二十八年（1902年），他因“教操有方”、“剿匪奋勇”而以哨长记名。光绪二十九年（1903年），他因“剿办南境等处逆匪……尤为出力”获得袁世凯举奏，以外委把总尽先拔补。宣统二年（1910年）农历十二月十八日，王翰章以千总尽先拔补。宣统三年（1911年），他署理陆军第五镇步兵十七标第二营管带。
中华民国成立后，他所在的陆军第五镇改为陆军第五师，他也成为陆军第五师第十七团第二营营长。1913年二次革命发生后，陆军第五师参与进攻南京，因兵源不足，乃于同年7月添招了步兵第一旅，王翰章因此于1913年8月7日被陆军第五师师长靳云鹏补用第一旅第二团团长，同年9月他获步兵中校衔。1924年5月8日，他被中华民国大总统曹锟任命为陆军第五师步兵第十旅旅长。 1924年10月，他任青岛戒严司令官。1924年11月5日，他护理胶澳商埠督办，任至11月15日温树德接任胶澳商埠督办。 1925年9月，王翰章升任陆军第五师中将师长。
1932年6月，他任山东省实业厅窑业附捐征收处主任。